# Litteratur
Litteratur - afledt af latin: littera; bogstav - betegner næsten enhver form for skrift. Udtrykket bruges ofte synonymt med skønlitteratur. Litteraturens overordnede genrer er faglitteratur og skønlitteratur, herunder prosa og poesi. Da litteraturen også kan fortælles og synges, omfatter den også sange og eventyr. Ældre tekster, såsom legender og historiske myter, er også omfattet, og endda middelalderen liturgiske og teologiske tekster. Men i det hele taget er termen netop meget inklusiv. Tekster der ikke regnes for litteratur er for eksempel regnskaber og skøder.

## Introduktion
Den præcise opdeling af litteraturen i områder har varieret og er blevet voldsomt udvidet gennem tiden.
- Tidsperspektivet behandles i litteraturhistorien.
- Litteraturforskning er den videnskabelige behandling af litteratur i almindelighed.
- Litteraturkritik er diskussion og bedømmelse af (især den samtidige) litteratur.

Alle tre områder har ført til utallige klassificeringer af området i forskellige genrer, enten i form af skønlitteratur, der overvejende er fiktionsbaseret, eller faglitteratur/sagprosa.

## Former for litteratur
- Poesi
  - Lyrik
  - Epik
- Prosa
  - Drama
  - Essay

## Andre måder at opfatte litteratur på
- Diversiv
- Formativ
- Konfirmativ

## Lister over forfattere og genrer
- Ønskelisten forfattere
- Ønskelisten polske forfattere
- Ønskelisten østrigske forfattere
- De litterære genrer